# Szczyt NATO w Newport 2014
Szczyt NATO w Newport – 27. szczyt NATO zorganizowany w walijskim Newport w dniach 4–5 września 2014.
W związku z agresywną polityką Rosji i oraz niestabilną sytuacją w krajach Bliskiego Wschodu, w  czasie 27 szczytu NATO zapadły decyzje wzmacniające siły NATO na jego wschodnich krańcach. Szefowie państw i rządów państw członkowskich NATO przyjęli między innymi Plan gotowości NATO, w tym punkt o organizacji tzw. szpicy. Ponadto zaktualizowano „plany ewentualnościowe” i podjęto decyzję o utrzymywaniu ciągłej obecności wojsk we wschodniej części terytorium Sojuszu z wykorzystaniem sił rotacyjnych.

## Sytuacja międzynarodowa
Szczyt odbywał się w okresie dynamicznych zmian uwarunkowań środowiska bezpieczeństwa na świecie. Na przełomie roku 2013 i 2014 wybuchła rewolucja ukraińska, w marcu 2014 Rosja dokonała aneksji Krymu, w kwietniu rozpoczął się konflikt w Donbasie, a w lipcu rosyjscy separatyści zestrzelili samolot Malaysia Airlines. Na Bliskim Wschodzie tzw. państwo islamskie ogłosiło powstanie kalifatu na okupowanych ziemiach.

## Postanowienia szczytu
Po zakończeniu obrad szczytu opublikowano pięć dokumentów. Były to: Deklaracja szczytu walijskiego, Deklaracja w sprawie więzi transatlantyckich, Deklaracja szczytu walijskiego w sprawie Afganistanu, Deklaracji sił zbrojnych szefów państw i rządów NATO, Wspólne oświadczenie Komisji NATO–Ukraina.

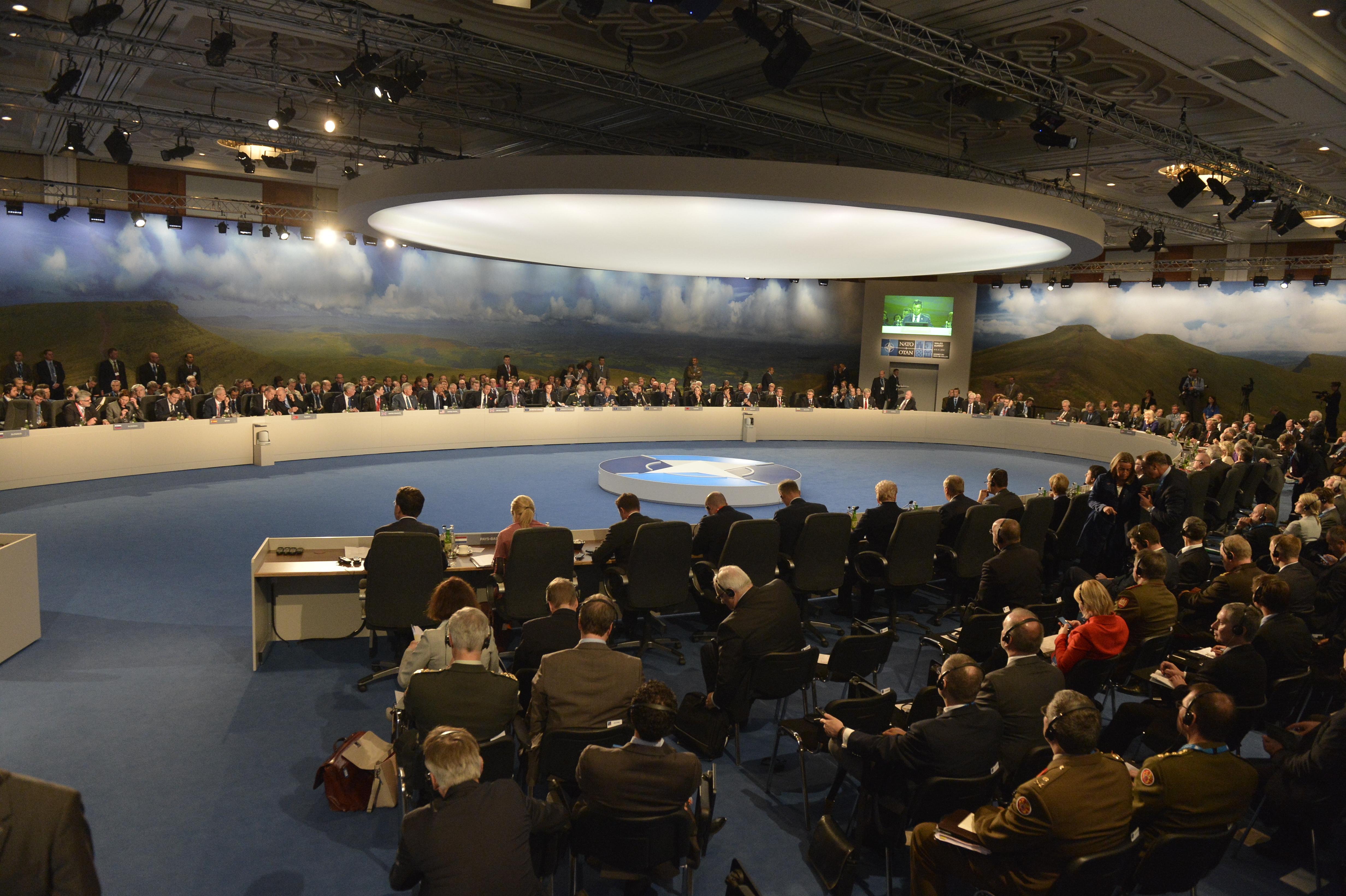
Szczyt NATO w Newport 2014 – sala posiedzeń szefów państw i rządów dwudziestu ośmiu państw członkowskich

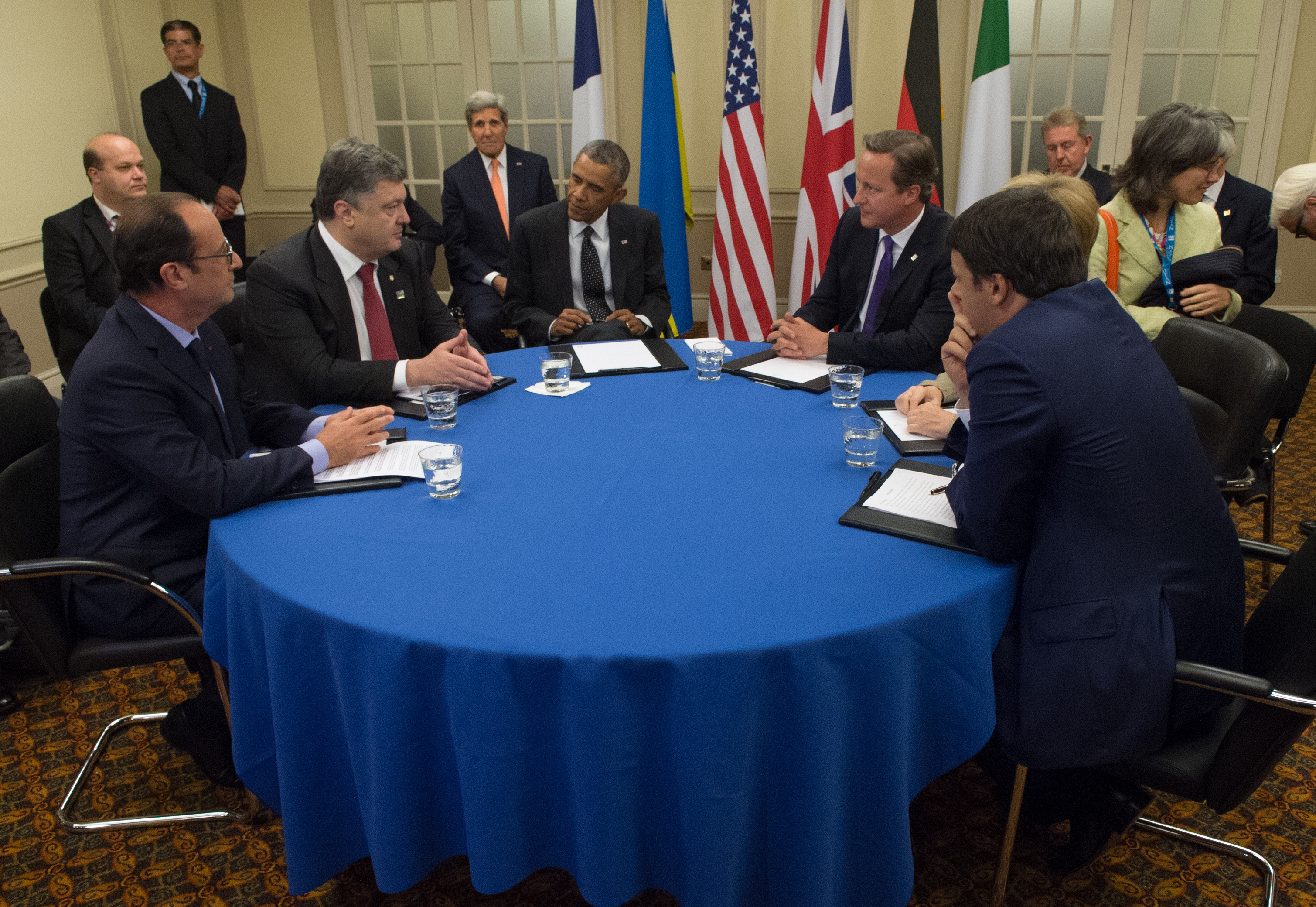
Prezydent Barack Obama i przywódcy europejscy w rozmowie z prezydentem Ukrainy Petro Poroszenko

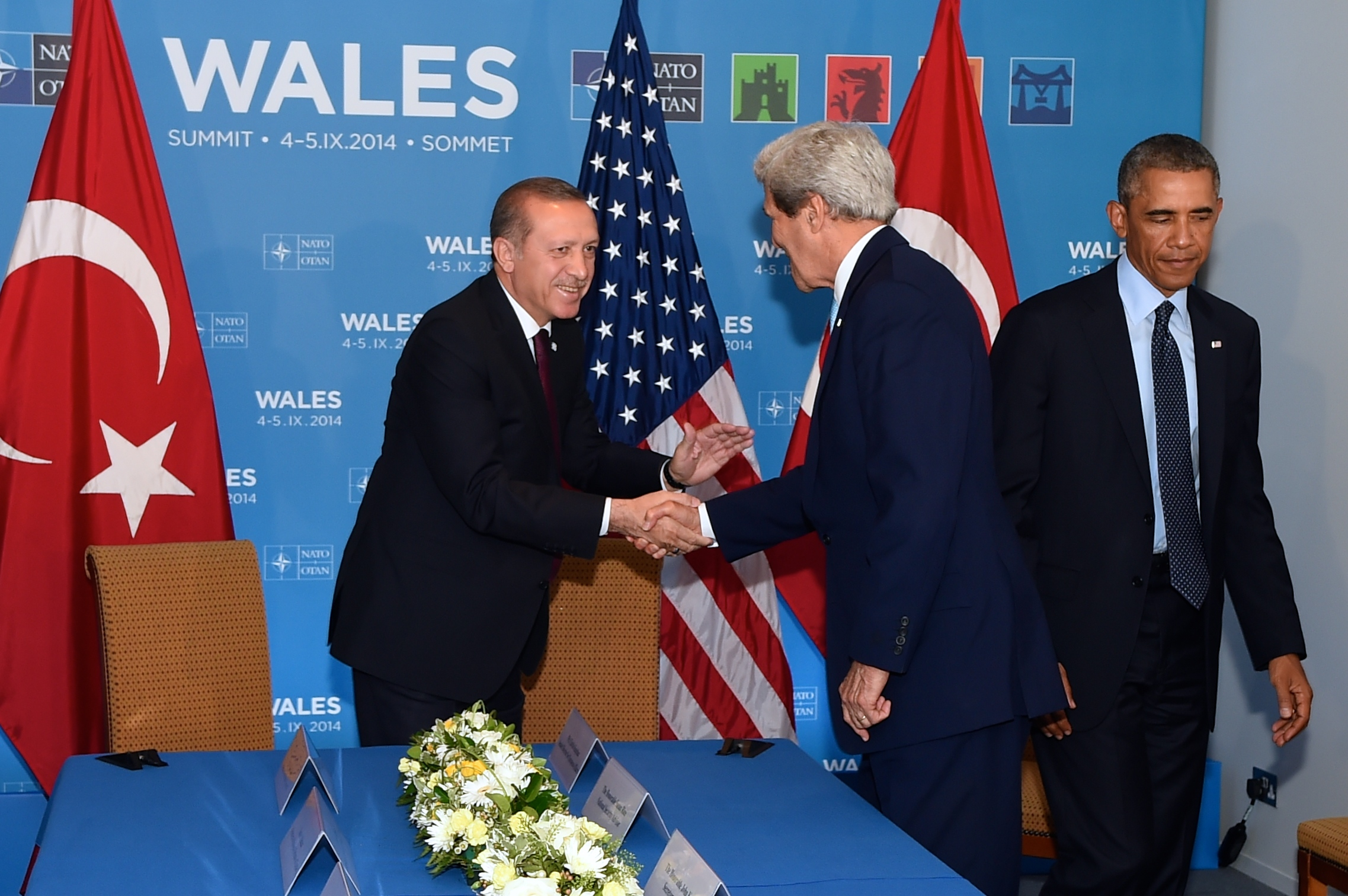
Sekretarz stanu John Kerry wita się z prezydentem Turcji Erdoğanem

- W Deklaracji szczytu walijskiego[b], szefowie państw i rządów państw członkowskich NATO oświadczyli, że nowymi wyzwaniami dla bezpieczeństwa NATO są: agresywne działania Rosji przeciwko Ukrainie, niestabilność w krajach od Bliskiego Wschodu po Afrykę Północną. Sojusznicy potwierdzili realizację trzech kluczowych zadań: obronę kolektywną, zarządzanie kryzysowe i bezpieczeństwo kooperacyjne[3][4]. W dokumencie ogłoszono wzmocnienie zdolności Sił Odpowiedzi NATO. W ich ramach postanowiono utworzyć tzw. szpicę (VTJF), która byłaby zdolna do rozmieszczenia i działania w obszarze zagrożenia w ciągu kilku dni. Postanowiono utworzyć też nowe elementy dowodzenia i kierowania wojskami. Zapowiedziano przygotowanie sił sojuszniczych do demonstrowania gotowości do obrony terytorium NATO oraz wzmocnienie stałych morskich sił zadaniowych[c], a także zwiększenie zdolności Dowództwa Wielonarodowego Korpusu Północno-Wschodniego do odgrywania roli centrum współpracy regionalnej. Zapowiedziano też lepszą współpracę wywiadowczą, uaktualnienie planów obronnych oraz częstsze ćwiczenia sztabowe i z wojskami[5]. Potępiono też rosyjską interwencję zbrojną na Ukrainie, wezwano do wycofania jej wojsk z terytorium Ukrainy, w tym z Krymu. Wspomniano o zestrzeleniu samolotu pasażerskiego malezyjskich linii lotniczych oraz wezwano do ukarania osób bezpośrednio i pośrednio odpowiedzialnych za tę tragedię. Wyrażono także zaniepokojenie z powodu rosyjskich działań wymierzonych przeciwko Gruzji i Mołdawii. Kraje NATO poparły sankcje nałożone na Rosję przez Unię Europejską i państwa G7. Pomimo destabilizujących działań Rosji, Sojusz Północnoatlantycki oświadczył, że nie zmierza do konfrontacji z Rosją i wyraża chęć budowy dalszych relacji opartych na współpracy, w tym budowy wzajemnego zaufania[3][6]. Ponadto z zadowoleniem przyjęto plan pokojowy prezydenta Petra Poroszenki i wezwano do konstruktywnego dialogu. Uznano prawo Ukrainy do przywrócenia pokoju oraz obrony swoich obywateli i terytorium. Wyrażono też zaniepokojenie konfliktami na Kaukazie Południowym, a także narastanie wielowymiarowych zagrożeń w regionie Bliskiego Wschodu i Afryki Północnej. Zaaprobowano strategie militarne Unii Afrykańskiej i Unii Europejskiej wobec Sahelu i Sahary. W zakresie partnerstwa między NATO a Irakiem wyeksponowano program współpracy oraz dialogu politycznego, edukację i szkolenie, a także reagowanie na zagrożenie terroryzmem, budowę instytucji sektora obronnego, bezpieczeństwo granic i komunikację strategiczną[3][7]. Sojusz wypowiedział też swoje opinie w zakresie osiągnięcia stabilności Bałkanów Zachodnich. Z uznaniem przyjęto sukcesy misji pokojowej NATO w Kosowie KFOR[8]. W odniesieniu do broni nuklearnej stwierdzono, że strategiczne siły jądrowe pozostają nadrzędną gwarancją bezpieczeństwa sojuszników. Wspomniano także o sojuszniczej zdolności do obrony przed pociskami balistycznymi[d], która stała się integralną częścią jego obronnych sił i środków. Potwierdzono, że obrona przeciwrakietowa NATO nie jest skierowana przeciwko Rosji i nie przyczynia się do osłabienia rosyjskiego strategicznego potencjału odstraszania[9]. W kolejnych punktach potwierdzono zaangażowanie w kontrolę zbrojeń konwencjonalnych i zaangażowanie w budowę sił NATO 2020[e]. W tym celu uzgodniono Pakiet Planowania Obronnego[f]. Zatwierdzono także Koncepcję państw ramowych[g] obejmującą wielonarodowe działania  koordynowane przez wyznaczone państwo. Dodatkowo zatwierdzono pakiet Inicjatywy sił połączonych. Zapowiedziano też rozszerzenie strategii morskiej Sojuszu[h]. Ze względu na zagrożenia atakami cybernetycznymi, zapowiedziano, że obrona cybernetyczna stanie się częścią natowskich operacji oraz planowania operacyjnego i ewentualnościowego[10]. Na walijskim szczycie uznano, że absolutnym priorytetem pozostaje ograniczenie rozprzestrzeniania broni jądrowej. Wezwano Iran i Koreańską Republikę Ludowo--Demokratyczną do pełnego przestrzegania wszystkich zobowiązań międzynarodowych. Jako główne zagrożenie o charakterze globalnym wymieniono też terroryzm. Działając na podstawie programu działań obrony przed terroryzmem[i], zapowiedziano poprawę zdolności obrony przed improwizowanymi ładunkami wybuchowymi IED i zagrożeniami CBRN[11]. Zapewniono o kontynuacji polityki otwartych drzwi dla europejskich demokracji, które podzielają wartości Sojuszu. Podtrzymano między innymi poparcie dla dążeń Gruzji do jej członkostwa w NATO, wysoko przy tym oceniając jej wkład w operacje Międzynarodowych Sił Wsparcia Bezpieczeństwa ISAF[12]. Wyrażono też zgodę na rozpoczęcie rozmów o członkostwie Czarnogóry, Bośni i Hercegowiny oraz Macedonii[3][12].

- W Deklaracji w sprawie więzi transatlantyckich[j] podkreślono, że NATO wiąże Amerykę Północną i Europę w obronie wspólnego bezpieczeństwa, dobrobytu i wartości. Wspomniano o agresywnych działaniach Rosji oraz przemocy i ekstremizmie w Afryce Północnej i na Bliskim Wschodzie. Zaznaczono, że NATO stoi w obliczu poważnych kryzysów, szczególnie na wschodzie i południu Europy[13][14]. Aby przeciwstawić się ewentualnym zagrożeniom, uzgodniono Plan gotowości NATO, który zapowiadał zwiększenie możliwości reagowania oraz wzmocnienie zdolności wojskowych. Służyć temu miała rozbudowa sił zbrojnych zdolnych do szybkiego rozmieszczenia, które będą mogły skutecznie działać zgodnie z zasadami Karty Narodów Zjednoczonych. W Planie gotowości zapisano, że w ciągu 10 lat państwa członkowskie powinny zwiększyć wydatki na obronę do 2% PKB i dążyć do utrzymania poziomu wydatków na zasadnicze uzbrojenie na poziomie 20% swojego budżetu obronnego. Zapewnić to miało bardziej sprawiedliwy i zrównoważony podział kosztów i odpowiedzialności państw NATO. Sojusznicy zapewnili, że są zdeterminowani, by sprostać wyzwaniom i przeciwstawić się zagrożeniom niezależnie od miejsca ich wystąpienia[13][14]. Opowiedziano się również za kontynuacją ścisłej współpracy NATO i Unia Europejska. Zwrócono także uwagę na wspólne inwestycje i sieć partnerstw, które wpływają na sojusznicze bezpieczeństwo. Zapowiedziano kontynuowanie polityki otwartych drzwi[13][15].

- W Deklaracji szczytu walijskiego w sprawie Afganistanu[k] szefowie państw i rządów złożyli hołd setkom tysięcy pracowników wojskowych i cywilnych, którzy służyli w ISAF oraz ANSF(inne języki). Podkreślono, że misja ISAF pomogła Afgańczykom odzyskać kontrolę nad losem własnego państwa[16][15], w tym prawa człowieka i podstawowe wolności, w szczególności w odniesieniu do kobiet. Przypomniano, że misja ISAF zostanie wypełniona do końca 2014, a wraz z zakończeniem misji ISAF zmieni się charakter i zakres sojuszniczego zaangażowania w Afganistanie. Wkrótce miała się rozpocząć misja Resolute Support, której celem było kontynuowanie szkolenia, doradztwo i wspieranie ANSF. W dłuższej perspektywie zapewniono o trwałym partnerstwie NATO–Afganistan. Sojusz zapewniał, że będzie wspierać Afganistan i potwierdził swoje pełne zaangażowanie w partnerstwo z Afganistanem[16][17].

- W Deklaracji sił zbrojnych szefów państw i rządów NATO[l] wyrażono uznanie dla umiejętności oraz poświęcenia mężczyzn i kobiet służących w sojuszniczych siłach zbrojnych. Potwierdzono, że podczas służby i po jej zakończeniu członkowie sił zbrojnych i ich rodziny mogą liczyć na sojusznicze wsparcie[18][19].

- We Wspólnym oświadczeniu Komisji NATO–Ukraina[m] stwierdzono, że suwerenność, integralność terytorialna i niezależność Ukrainy są nadal łamane przez Rosję, a wydarzenia te mają poważne konsekwencje dla stabilności całego obszaru euroatlantyckiego. Potępiono nielegalną i bezprawną rosyjską aneksję Krymu i destabilizację wschodniej Ukrainy. Sojusznicy uznali prawo Ukrainy do przywrócenia pokoju i porządku oraz do obrony swoich obywateli i terytorium. Z zadowoleniem przyjęto działania OBWE, Unii Europejskiej i Rady Europy oraz innych podmiotów międzynarodowych w celu pokojowego rozwiązania kryzysu ukraińskiego. Zapowiedziano dalsze wspieranie Ukrainy. Zalecono rozszerzenie edukacji obronnej, zarządzania sektorem bezpieczeństwa, a także współpracy naukowej w zakresie bezpieczeństwa. Sojusznicy wzmocnili także obecność doradczą w  Biurze Łącznikowym NATO oraz Centrum Informacji i Dokumentacji NATO w Kijowie. Promowano też rozwój interoperacyjności sił ukraińskich i NATO[20][21]. Z zadowoleniem przyjęto stały wkład Ukrainy w Siły Odpowiedzi NATO, Inicjatywę Sił Połączonych oraz Inicjatywę Interoperacyjności Partnerstwa. Przypomniano, że bezpieczeństwo Ukrainy jest kluczem do bezpieczeństwa euroatlantyckiego, a dalszy rozwój stosunków między NATO a Ukrainą przyczynia się do budowy stabilnej, pokojowej i niepodzielnej Europy[20][22].